# 立川流
立川流，又稱內三部經流，是日本佛教密宗一個派別，是日本佛教真言宗分支。仁宽为始祖，以荼枳尼天為本尊。
立川流成立於1114年鎌倉時代武藏野台地今立川市。仁寬被發配到伊豆後，傳授各種陀羅尼予娶妻食肉的俗家弟子，其中武藏國的陰陽師見蓮為佼佼者，據説後醍醐天皇也是信徒。
見蓮將金剛密、胎藏密與陰陽道混合，吸收入本宗之中，以怛特罗密教的性愛歡喜法為即身成佛的解脱法。
教理以《理趣經》與《蘇悉地經》、《金剛頂經》為根本經典，有〈受法用心集〉等文集解釋教義。
昔日多認為日本南北朝初期文观（1278～1357）集立川流之大成，是其中興之祖。但此說法在現今日本學界的研究下已經被推翻。建武二年（1335年）後，真言宗本流高野山對立川流加以弹壓，文觀發配甲斐國。後南朝衰退後立川流也衰退，江戶時代大致上消失。